# Gli orrori del museo nero
Gli orrori del museo nero (Horrors of the Black Museum) è un film del 1959 diretto da Arthur Crabtree.

## Trama
A Londra, nel palazzo di Scotland Yard, c'è il museo nero: una sinistra galleria dove vengono raccolte le armi usate per i più efferati delitti della storia criminale inglese. Il signor Bancroft, autore di romanzi gialli di grande successo, per poter studiare da vicino il mondo dei suoi racconti trasforma la cantina della sua villa in un personalizzato e privato museo nero, molto più fornito e attrezzato di quello della polizia. 
Per descrivere meglio i delitti, se ne fa egli stesso autore, seppure non in prima persona, ma per mano del suo aiutante Rick, il quale viene ipnotizzato con un'iniezione capace di trasformargli il volto. Le vittime sono in genere bellissime ragazze, i metodi di uccisione sempre diversi, sadici, con strumenti artigianali comprati da un negozio d'antiquariato. Dopo ogni delitto va a far visita ai suoi amici-colleghi di Scotland Yard, per mostrare la propria preminenza nel campo e deriderli per le loro incompiutezze nelle indagini. 
Il problema si presenta con Angela, fidanzata di Rick, il quale trasgredendo agli ordini di Bancroft la porta nel museo segreto. Bancroft li scopre e, poiché "non c'è donna che tenga la lingua a freno", persuade Rick a uccidere Angela, perché potrebbe divenire una scomoda testimone. Il delitto ha luogo in un luna park; braccato dalle guardie, Rick fugge salendo sulla ruota panoramica. Scotland Yard viene avvertita del misfatto, e con Bancroft, puntualmente presente, si precipita sul posto. Rick chiede l'aiuto al suo superiore, che fingendo di non conoscerlo urla alla polizia di sparargli. Il ragazzo, sentitosi tradito, balza giù dalla ruota e con un pugnale colpisce al cuore Bancroft, ma egli stesso rimane ucciso dalla polizia.

## Produzione
Il film venne prodotto dalle case di produzione inglesi Carmel Productions e Merton Park Studios.

## Distribuzione
Venne distribuito in Italia dalla casa di distribuzione Rank a partire dal 9 luglio del 1959.

## Luoghi delle riprese
Il film venne girato prevalentemente negli studi della Merton Park Studios a Merton, un borgo di Londra. Le scene del luna park vennero girate a Battersea Park.

## Curiosità
- Per il soggetto, Cohen trasse ispirazione da una sua visita al Museo nero di Scotland Yard in cui erano esposti bizzarri oggetti usati da veri assassini: il binocolo con i chiodi, ad esempio, fu realmente usato negli anni '30 da un giovane stalliere per uccidere la propria ragazza.
- La versione distribuita nei cinema statunitensi conteneva all'inizio del film un'introduzione di 12 minuti da parte dell'ipnoterapista Emile Franchel detta Hypnovista in cui parlava del potere di persuasione. Nella versione italiana l'introduzione è stata eliminata.
- Questo film fu il primo, fra quelli distribuiti dalla AIP, ad essere sia a colori che in Cinemascope.
- Graham Curnow fu l'amante dell'attore Victor Spinetti. Con i soldi guadagnati recitando in questo film comprò un appartamento a Londra in Manchester Street dove i due andarono a vivere insieme.
- È stato l'ultimo lavoro cinematografico sia per l'attrice Beatrice Varley che per il regista per Arthur Crabtree.
- La casa distributrice di DVD VCI Entertainment ha promesso di distribuire una versione rimasterizzata europea della durata di 94 minuti. Il film distribuito finora conta la durata di 78 minuti.
- Fa parte dei cento film (realizzati tra il 1950 e il 1980) che Stephen King ritiene abbiano dato "un peculiare contributo al genere horror".
- Nel film del 1973 That'll Be the Day Jim e Jeanette guardano questo film.[1][2][3]